# Льернё
Льернё (фр. Lierneux, валлон. Lierneu) — коммуна в Валлонии, расположенная в провинции Льеж, округ Вервье. Принадлежит Французскому языковому сообществу Бельгии. На площади 92,08 км² проживают 3367 человек (плотность населения — 37 чел./км²), из которых 51,32 % — мужчины и 48,68 % — женщины. Средний годовой доход на душу населения в 2003 году составлял 10 404 евро.
Почтовый код: 4990. Телефонный код: 080.